# Самбор I (князь Східної Померанії)
Самбор I (пол. Sambor I; *бл. 1150/1151 — †бл. 1205) — князь Східної Померанії у 1177/1179—1205 роках.

## Життєпис
Походив з династії Собіславичів. Син Собіслава I, намісника та князя Східної Померанії (Померелії), та Жирослави Павол. Народився у 1150 або 1151 році.
Після смерті батька між 1177 та 1179 році успадкував його владу. Водночас з огляду на відновлення сильної влади в Польщі, вимушений був визнати зверхність Казимира II Справедливого, який близько 1180 року затвердив Самбора I своїм намісником Померелії.
Загалом продовжував політику свого батька з посилення самостійності Східної Померанії. Завдяки цьому навіть усю династію деякі вчені називають Самборичами, а не Собіславичами, вказуючи на значний внесок Самбора I стосовно відновлення самостійності Східної Померанії. Для цього вирішив спиратися на католицьку церкву та церковні ордени.
1186 року було завершено зведення цистерціанського монастиря в Оліві, який зафундував ще Собіслав I. В додаток до всього Самбор I передав цьому абатству ще 7 сіл у повну власність, а також 1/10 усіх митних зборів порту та податків на таверни міста Гданська. Монастир також отримав право вільної риболовлі у Балтійському морі.
Водночас, ймовірно, зміцнив свою владу в усій Східній Померанії. Звів потужний замок у Гданську. Між 1298 та 1200 роками після смерті Гжимислава, онука Святополка I, князя Східної Поморянії, отримав місто Свеце та південну частину Східної Померанії.
Помер у 1205 році, хоча є версія що 7 лютого або 30 грудня 1207 року. Владу успадкував його молодший брат Мстівой I.